# Dialetto albanese istriano
Il dialetto albanese istriano è stato un dialetto della lingua albanese ghega parlato nel comune di Parenzo, situato nella penisola istriana.

## Storia
Dal XIII al XVII secolo la Repubblica di Venezia ripopolò le zone disabitate dell'Istria con popolazioni originarie dei Balcani, durante la cosiddetta colonizzazione istriana. Tra i nuovi abitanti vi erano numerosi albanesi, insediati soprattutto nei dintorni di Parenzo. In questa zona si formò quindi un dialetto albanese, il quale venne parlato fino ai primi decenni del XIX secolo. L'unico documento attestato, scritto nel locale idioma albanese, è opera di Pietro Stankovich, un abitante locale che riuscì a trascrivere la parabola del figlio prodigo e alcuni vocaboli in dialetto.